# Спокуса Святого Ієроніма (Савольдо)
Спокуса Святого Ієроніма (Савольдо) — картина італійського художника Джованні Джироламо Савольдо. Знаходиться в Пушкінському музеї в Москві.

## Опис твору

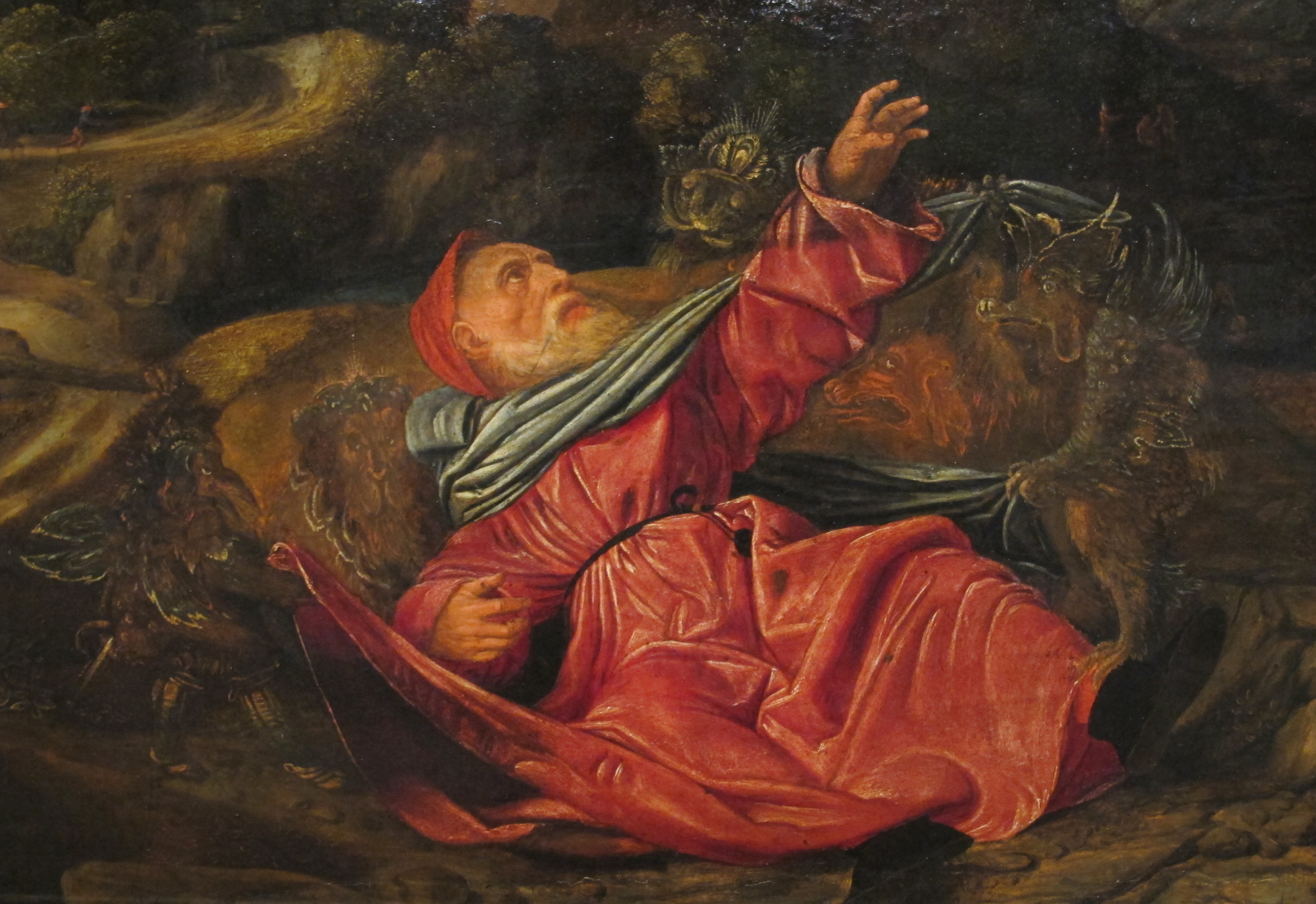

На невеличкому пагорбі упав знесилений і переляканий страшним видінням св. Ієронім. На нього насувається примарна постать, що несе на собі самого диявола. Ієронім не може підвестися на ноги, бо його червоний одяг щосили тягнуть у різні боки напівпрозорі страхіття — демони. З пагорба відкриваються два різних краєвиди. Ліворуч — шлях веде в далечінь, де за купами дерев постав ідилічний пейзаж, а за обрій сідає сонце. Художник наче поділив зображення на дві частини скелями. І праворуч від них — за примарними постатями і горами — подав моторошне полум'я самого пекла.
Картина митця свідчить про добре знайомство з фрескою Рафаеля «Пожежа в Борго» з Ватикану. В картині також прослідковується вплив фламандського художника Ієроніма Босха, твори якого мав в Венеції кардинал Грімані, які міг бачити Савольдо, а потім використати у власних композиціях.

## Провенанс
Картина на дошці зберігалась в галереї Грімальді — Паллавічіні в 19 столітті в місті Генуя. Перейшла до приватної збірки Я. Н. Данзаса в місті Санкт-Петербург. Націоналізована після більшовицького перевороту і передана до так званого Державного Музейного Фонду. 1928 року передана з Державного Музейного Фонду в Москву.